# Вьямонте, Хуан Хосе
Хуа́н Хосе́ Вьямо́нте Гонса́лес (исп. Juan José Viamonte González; 9 февраля 1774, Буэнос-Айрес, — 31 марта 1843, Монтевидео) — аргентинский военный и политический деятель начала XIX века.

## Биография
Юношей вступил в ряды вооружённых сил, идя по пути своего отца. Участвовал в борьбе против британского вторжения в звании лейтенанта, затем отличился при обороне Сан-Карлоса, за что получил звание капитана.
После Майской революции участвовал в сражениях под Сипайею и Гуак. После последней битвы его обвинили в том, что он не ввёл в бой свой отряд в количестве 1 500 человек. Это обвинение повлекло за собой длительный судебный процесс на военном трибунале, который в итоге оправдал его, и он остался в армии.
В ноябре 1814 года, когда началась гражданская война, он был назначен губернатором провинции Энтре-Риос.
В следующем году он принял участие в восстании против верховного правителя Карлоса Марии де Альвеара. В следующем году был арестован и заключён.
В мае 1818 года он стал депутатом конгресса Тукуман, а в следующем году получил назначение на пост командующего экспедиционной армией Санта-Фе, заменив Хуана Рамона Балькарсе.
Он был сослан в Монтевидео после битвы под Сепедой 1820 года, но вернулся в конце 1821 года и был назначен губернатором провинции Буэнос-Айрес в связи с отсутствием Мартина Родригеса.
В 1824 году он стал депутатом Генерального конгресса, на этой должности он поддержал унитарный вариант конституции 1826 года, но впоследствии перешёл под знамёна федералистской партии. После провала унитарного эксперимента Хуана Лавалье он заменил последнего на посту губернатора Буэнос-Айреса в 1829 году. На этом посту он практически ничего не сделал, кроме того, что обеспечил приход к власти Хуана Мануэля де Росаса.
В 1833 году он вновь стал губернатором Буэнос-Айреса, но пробыл в этой должности менее года.
Вьямонте был сослан в Монтевидео в 1839 году, где умер в 1843 году. Его тело было перевезено в Буэнос-Айрес и похоронено на кладбище Реколета.